# ناديا بريز
ناديا بريز (مواليد 20 مايو 1994) هي متسابقة بي إم إكس ألمانية، شاركت في أولمبياد 2016.